# 毛利治親
毛利 治親（もうり はるちか）は、江戸時代後期の大名。毛利氏22代当主。長州藩8代藩主。7代藩主・毛利重就の四男で嫡出子。

## 生涯
宝暦4年（1754年）6月15日、江戸で生まれる。四男だったが正室の子で、かつ重就が養嗣子にしていた重広（従兄にあたる）や実兄たちが相次いで早世したため、世子となる。明和5年（1768年）3月に元服して従五位下、壱岐守に叙任する。後に従四位下に叙任し、10代将軍・徳川家治から偏諱を受けて、初名の徳元（）から治元（）に改名した（後に治親と改名）。
薩摩藩の「近秘野艸」（『鹿児島県史料』「伊地知季安著作史料集六」所収）では天明元年（1781年）生まれの奥平昌高が治広（松平大膳大夫治元）の養子になっていたとしている。
天明2年（1782年）8月28日、父・重就の隠居により跡を継ぐが、寛政元年（1789年）に父が死去するまでは実権は全くなく、また父の死からわずか2年後の寛政3年（1791年）6月12日に江戸で死去したため、治績などはほとんどない影の薄い藩主であった。享年38。跡を長男の斉房が継いだ。
墓所は山口県萩市椿の大照院。

## 系譜
- 父：毛利重就（1725-1789）
- 母：登代子（1732-1769） - 瑞泰院、立花貞俶次女
- 正室：節（）子（1756-1815） - 邦媛院、田安宗武の五女
  - 長女：美喜（1778-1782）
  - 次女：多美（1781-1794） - 有馬頼端婚約者
- 側室：清浦 - 明善院、小泉正利の娘
  - 長男：毛利斉房（1782-1809）
  - 次男：毛利斉熙（1784-1836） - 毛利斉房の養子
  - 三男：細川興昶（1785-1803） - 細川興徳の養子
  - 五男：毛利熙載（1786-1803） - 毛利房直の養子
- 側室：花村（?-1790） - 宝池院、岡田氏
  - 四男：秀之助（1786-1787）
  - 六男：水野忠篤（1787-1816） - 水野忠韶の養子
  - 三女：三津（1790-1791）

## 偏諱を受けた人物
治親時代 （＊「親」の字は南北朝期の毛利氏当主（毛利時親・貞親・親衡・師親（元春）の4代）が代々使用した字でこれに由来する）
- 毛利親著（実弟、子に第11代藩主斉元、孫に第13代藩主慶親（敬親））
- 毛利親頼（大野毛利家）
- 熊谷親貞（安芸熊谷氏）
- 佐世親長（益田就恭の実弟）
- 宍戸親朝（宍戸氏）
- 益田親愛（親賢）（問田益田氏、娘に吉敷毛利房謙正室、右田毛利房顕正室、阿川毛利房嘉正室がいる）